# قائمة شخصيات مسلسل وادي الذئاب
قائمة شخصيات مسلسل وادي الذئاب هي الشخصيات التي ظهرت في سلسلة وادي الذئاب تركي الذي عُرض لأول مرة على قناة شو تي في في 15 يناير 2003. يتكون المسلسل من 4 مواسم بإجمالي 97 حلقة، حيث بُثت المواسم الثلاثة الأولى على قناة شو تي في، بينما عُرض الموسم الأخير على قناة كانال دي.

## الشخصيات الرئيسية
بولات علمدار (مراد علمدار)

#### رهف أيلول
وُلدت إليف في 16 فبراير 1979 وفقدت والدها في سن مبكرة. بينما كانت تعيش مع والدتها وشقيقها، التقت بعلي كاندان، الذي كانت تحبه منذ المدرسة. بعد وفاته المفاجئة، دخلت في فترة صعبة، لكن الدعم من نظيفة آن وعمر بابا وصديقها كانان ساعدها. التقت لاحقًا ببولات علمدار، دون أن تعرف أنه علي نفسه. بدأت تحبه رغم ولاءها لعلي. إليف فتاة شجاعة وجريئة، وأصبحت محامية ناجحة بعد تخرجها من كلية الحقوق، حيث أنقذت سليمان شاكر من السجن. بعد إصابتها في حادث نتيجة عصيان بولات لأوامر فرسان الهيكل، اكتشفت في المستشفى أنه هو علي. في الحلقة 97، زارها بولات للمرة الأخيرة قبل أن يُفصل عن الأجهزة ويتوفي. بعد وفاتها، لم يستطع بولات نسيانها، وعند زواجه من إبرو دورو، أخطأ في تسمية ابنته باسمها، مما يعكس تأثيرها الدائم عليه.

#### أصلان أقبي
عباس أوستا أوغلو، المعروف بلقب "العم"، هو شخصية بارزة في المسلسل، حيث يشغل منصب رئيس وكالة الاستخبارات التركية، منظمة الأمن العام (KGT). وُلد لعائلة وطنية عريقة، وهو حفيد الشخصية التاريخية Kuşçubaşı Eşref. تخرج من الكلية الحربية وعُرف بتدريباته المكثفة التي تلقاها على يد دوغو إشرف أوغلو. عمل عباس مع شريكه محمد قراهانلي في العديد من المناصب، خاصة في منظمة المقاومة التركية. خلال إحدى المهام، تعرضت المعسكرات التي كانوا يعملون بها للقصف من قبل إسرائيل بسبب تحذيرات قراهانلي حول ولاء ضباط الاستخبارات التركية للماسونية. بعد فقدان شقيقه وأحبائه نتيجة الخيانة، قام عباس باختطاف ابن قراهانلي، أيمن كاراهانلي، وقام بتدريبه كوطني ليصبح ضابط مخابرات في KGT. تغير اسم أيمن إلى علي جاندان بعد تنفيذ عمليات ناجحة. وكلف أصلان أقبي مراد علمدار بمهمة لكسب ثقة رئيس المافيا سليمان شاكر وتفكيك المجلس من الداخل. نجح مراد في زرع الفتنة وتسبب في انهيار المجلس بعد إحباط عدة مخططات. عُرف أصلان أقبي بمواجهة العديد من الوحدات بسبب عمليات KGT السرية، وتمت محاكمته لاحقًا بتهم تتعلق بالمؤامرات.
الشخصية مستوحاة من ضابط المخابرات الحقيقي حيرام عباس، الذي اغتيل في عام 1990.

#### سليمان شاكر
ميماتي باش
عبد الحي تشوبان

#### ارهان (عمران)
جولو إرهان، المعروف باسم إرهان أوفوك، وُلد في 1976 وانتقل إلى إسطنبول للعيش مع عمه سيفو. انضم إلى فريق بولات علمدار بفضل أدائه المتميز، وكوّن صداقات مع أعضاء الفريق. بعد مقتل سليمان شاكر، شارك إرهان في محاولة اختطاف كيركور تيرزيوغلو وتعرف على نينا، التي حاولت اغتيال بولات. تعرض لإصابة بليغة أدت لبتر ذراعه، لكنه أجرى عملية زرع ذراع صناعية. مع وفاة ميماتي باش وعبد الحي كوبان، أصبح إرهان آخر عضو من الفريق الأصلي لبولات.

#### الخال سيفو
سيف الله يورديم، المعروف بلقب "العم سيفو"، هو شخصية وفية ودائمة الولاء في المسلسل، حيث كان أحد المقربين من دوران شاتير أوغلو. يُشار إليه أحيانًا باسم "Güllü" من قِبل دوران، وهو من مدينة إسبرطة. على الرغم من أنه قام بالحج عدة مرات، إلا أن هدفه الأساسي كان تهريب زيت الورد إلى الحجاز. بعد وفاة دوران، أصبح العم سيفو صديقًا وفياً لبولات علمدار، الذي كان يعرفه كابن أخيه، ولم يعرف هويته الحقيقية. وهو عم جولو إرهان، ورغم عدم زواجه، إلا أنه كان لديه علاقة باردة مع النساء، مما جعل الآخرين يسخرون من تصرفاته. كان يُعرف بشرب "المياه المعدنية" في الأوقات الصعبة أو عندما يواجه صعوبات. لكن مأساويا، قُتل العم سيفو على يد بالا في كمين مُعد مسبقًا، حيث أُصيب برصاصتين من مسافة قريبة.

#### نسرين شاكر
نسرين، زوجة سليمان شاكر وابنة لاز       ضياء،  وُلدت في 1967 وتوفيت في 2012. من طرابزون، عُرفت بتصريحها المؤثر عن حبها لميتي آغير، حيث قالت إنها ستلقي بنفسها تحت السيارة. توفيت في حادث مروري في الحلقة 173 من مسلسل "وادي الذئاب الكمين". بينما زعم المدعي العام أنها قُتلت على يد ليلى احتيارلار، لم يتم توضيح تفاصيل ذلك في المسلسل.

#### داريا شاكر
ديريا هي أخت سليمان شاكر وُلدت في 1974 وتوفيت في 2003. بعد وفاة والدها في سن مبكرة، كانت تعمل في بيع الحمص والأرز في الشارع مع شقيقها، لكن الشرطة منعتهم من ذلك. قام سليمان بطعن ضابط شرطة خلال هجوم على ديريا، مما أدى إلى وفاة الضابط وإدانة سليمان. تحسنت أوضاعهم المالية بعد إطلاق سراح سليمان من السجن وانضمامه إلى المافيا. قُتلت ديريا أثناء مداهمة كازينو تومبالاسي محمد، مما أثر بشدة على سليمان شاكر.
ميرال يلماز
كانان تشافان
كانان، خريجة كلية الحقوق بجامعة مرمرة، وهي صديقة رهف المقربة وشريكتها. بدأت حياتها العاطفية بحب إردال كوموركو، لكنها تعرضت للاغتصاب من قبله عندما حاولت الانفصال عنه. بعد ذلك، بدأت كانان في ملاحقة سليمان شاكر، الذي اكتشفت أنه ينتمي للمافيا. كانت كانان دائمًا بجانب رهف خلال المحن. كما أنها بارعة في قراءة الطالع، حيث توقعت بعض الأحداث المهمة في المسلسل. تلقت عرضًا للعمل مع نظام الدين جوفينش، ووافقت على العمل معه رغم ترددها في البداية بسبب حادثة إردال. كانت قضية الوصاية ضد لاز زيا جزءًا من تحقيقها، وأثبتت أن حادثة خسرو بكير أوغلو كانت جريمة قتل. في نهاية المطاف، استقالت كانان من عملها كمحامية بعد وفاة رهف وسافرت للخارج.
صفقية قرخانلي
صفية هي أخت بولات علمدار وابنة محمد قراهانلي. بعد أن عاشت في الخارج تحت اسم "صوفي ليغراند"، عادت إلى تركيا ووقعت ضحية لمؤامرات فرسان الهيكل، الذين خدعوها لتظن أن بولات قتل عائلتها. بولات أنقذها وكشف لها الحقيقة، فذهبت إلى كندا لفترة، ثم عادت وأسست مؤسسة لرعاية الأيتام. أقامت علاقة حب مع جاهد كايا، أحد أعضاء فريق بولات. تعرضت للاختطاف عدة مرات من قبل أعداء بولات، لكنها نجت بفضل تدخله. فيما بعد، تورطت عائلتها في مؤامرات البروفيسور مارتن، الذي تسبب في وفاة زوجة والد بولات، نظيفة كاندان. لاحقًا، خطط مارتن لاختطاف صفية وسلمها إلى تيلي أندريه، عميل KGB، الذي هدد بقتلها خلال 24 ساعة. نجح بولات وجاهد في إنقاذها بعد تبادل مع شقيق أندريه. أصيبت صفية بشلل مؤقت نتيجة المواد الكيميائية، لكنها تعافت تدريجيًا. استقرت مع إليف في سويسرا لحمايتهما من تهديدات أعدائهم، مع تعزيز بولات لإجراءات الأمن.
نرجس قرخانلي
نرجيز كاراهانلي (1945-2005) كانت والدة بولات علمدار (إيفي يعقوب كاراهانلي) وصفية كاراهانلي، وزوجة محمد كاراهانلي. بعد اختطاف ابنها إيفي في صغره، أصيبت بمرض خطير جعلها طريحة الفراش وغير قادرة على الكلام. عندما عادت ابنتها صفية من كندا، تحسنت حالتها قليلاً. كانت دائمًا تأمل في رؤية ابنها إيفي مرة أخرى، وفي النهاية أدركت أن بولات علمدار هو ابنها المفقود. تدهورت حالتها مرة أخرى بعد اختطاف صفية، وتم قتلها بواسطة طبيب من فرسان الهيكل كان يعمل لصالح نظام الدين، حيث قام بحقنها عدة مرات حتى وفاتها.
دوغو أشرف أوغلو (دوغان أشرف أوغلو)
دوغو بيك، المولود في إسطنبول عام 1943، يعد من أبرز شخصيات المخابرات التركية وأحد الرموز المهمة في الدولة التركية العميقة. قام بتدريب ضباط مخابرات مثل أصلان أكبي ومحمد قراهانلي، وأرسلهم إلى عمليات مهمة مثل عملية قبرص. كان دوغو بك هو الذي أمر ببدء عملية "وادي الذئاب" بهدف كشف من يستغلون الدولة والقضاء على القوى السرية. كان له دور بارز في دعم عمليات KGT لمكافحة المخدرات، رغم الخلافات الداخلية. بعد وفاة أصلان أكبي، بدأ دوغو بك في التحقيق في اغتياله، وكشف أن فرسان الهيكل كانوا وراءه. كما أنه اكتشف أن أصلان قام بأنشطة دون علمه، منها اختطاف ابن محمد قراهانلي وتدريبه ليصبح بولات علمدار. بعد وفاة محمد قراهانلي، دعم دوغو بك صعود بولات في المافيا وأخبره أن القوى الحقيقية وراء قراهانلي هم فرسان الهيكل. في النهاية، تعرض دوغو بك لمحاولة اغتيال عندما تم تخريب مروحيته بواسطة رجال فرسان الهيكل، مما أدى إلى تحطمها ووفاته. تم الكشف لاحقًا عن أن دوغو بك لديه أخ أصغر يدعى عادل أشرف أوغلو.

## مجلس الذئاب

#### محمد قرخانلي
محمد قراهانلي هو بارون مجلس الذئاب وزعيم المافيا في الشرق الأوسط، بدأ حياته كضابط مخابرات وعمل في قبرص مع شريكه أصلان أكبي. تعتبر نقطة ضعفه الكبرى اختطاف ابنه إيفي، مما دفعه للخيانة والسعي وراء السلطة. بفضل ذكائه وتحالفاته، أصبح البارون الأعلى وأدار المجلس بحزم، حيث أمر بقتل تومبالاسي محمد وسليمان شاكر عندما شكلا تهديدًا لنفوذه.بعد مقتل خسرو آغا بسبب تمرده، أدخل قراهانلي أعضاء جدد إلى المجلس، وهما تونجاي كانتارجي ونديم مالك، وعُين خليل إبراهيم كابار، المعروف بهالو، كرئيس لشؤون المخدرات بعد أن اختطفه بولات علمدار من السجن.  في 3 مارس 2005، خلال حفل لفرسان الهيكل في معبد السلطان أحمد، تمت محاكمة قراهانلي بسبب فشله في دعم أمريكا في حرب العراق، وطُعن حتى الموت بعد أن لم ترضِ إجاباته الأعضاء. وُجدت جثته لاحقًا أمام المسلة، مما أثار تشابهًا مع مقتل عزير جاريه. قبل مقتله، أدرك قراهانلي أن بولات علمدار هو ابنه إيفي يعقوب كاراهانلي، الذي اختُطف منذ سنوات. تطرقت النقاشات أيضًا إلى ما إذا كانت الشخصية التي يُمثلها في الحياة الحقيقية هي تونجاي أوزيلهان أو رحمي كوتش، مع ادعاء سيدات بيكر بأن الشخصية تمثل إينان كيراج.

#### السيف
على الرغم من أن السيف كان تحت حماية ساو نجمي في المجلس، إلا أنه تمكن من عقد اجتماعات فردية مع شيفكو وسليمان شاكر، مما ساهم في إنهاء الأعمال العدائية بينهما وأعلن المكافآت والعقوبات. بفضل تأثيره الكبير بعد كاراهانلي، أصبح سيف شخصية محورية في المافيا، يحظى بالاحترام والخوف. نرجيز كاراهانلي اكتشفت في المنام أن اسمه الحقيقي هو علي، وتم تحديد لقبه كيازيدجِل عند قراءة وصية محمد قراهانلي، حيث عُرف بلقب "السيف" كونه اليد اليمنى للبارون. وقد أظهر الحوار بين كاراهانلي وكيليج روابط عائلية محتملة، مما يدل على علاقة وثيقة بينهما. سيف كان مسؤولاً عن تأمين البارون وعائلته والمجلس، وكان يحمل سكين جيب ويمتلك ندبة على وجهه، والتي أُصيبت بواسطة ضابط المخابرات أصلان أقبي. بينما كان يشتبه في أن مراد علمدار هو ابن كاراهانلي، بقيت نرجس كاراهانلي غير متأكدة من الأمر. بعد إنقاذ بولات صفية من نظام الدين، اكتشف أنه شقيقها وابن كاراهانلي. طلب محمد قراهانلي من مراد قتل الروسي إبراهيم، وفي سياق الأحداث، تم اختطاف صفية، مما زاد الشكوك حول أندريه. بعد وفاة كاراهانلي، دعم باروني بولات علمدار.  تدور الأحداث حول كشف الأسرار والتوترات بين الشخصيات، وفي النهاية، طعن نظام الدين سيف بسكين الجيب بعد أن علم بأن المفتاح للكريبتكس هو السكين.

#### ضياء اللازي
ضياء يلماز، الذي وُلِد عام 1934 في سورمين، طرابزون، هو شخصية باردة القلب في مجلس الذئاب ووالد زوجة سليمان شاكر. يُعتبر زعيماً محتملاً في المجلس بعد محمد قراهانلي، ويدير سفن تجارية معروفة. علاقته الوثيقة مع خسرو آغا تعززت بفضل خلفيته من منطقة البحر الأسود. تربطه علاقة قوية مع بولات علمدار، الذي أحبه كصهر له. كان ضياء مهرب أسلحة، وقدم ملفاً يحتوي على سجلات الجرائم التي ارتكبها إلى دوغو إشرف أوغلو، لأنه كان يثق بالدولة. بعد ذلك، قام دوغو بتسليم الملف إلى بولات، الذي أعاد ملف لاز زيا إلى دوغو، والذي بدوره أرسله إلى الشرطة، مما أدى إلى اعتقاله ومساعده يحيى ريس. خلال فترة وجوده في السجن، حاول ضياء توجيه تونكاي، لكن تعرض للضرب من قبل نظام الدين غوفينش بعد أن أرسل رسالة عبر نسرين لقتل نظام الدين. في لحظاته الأخيرة، انهار بين ذراعي تونكاي ومات، مما أدى إلى انهيار مجلس الذئاب وفقدان قوته.

#### خسرف آغا
خسرف بكير أوغلو، المعروف أيضًا بخسرف آغا، هو شخصية بارزة في مجلس الذئاب، يمثل الجناح التقليدي إلى جانب لاز ضياء. وُلِد في ديار بكر، وتوفي والده في حادث أثناء التهريب. تربطه علاقات باردة مع كل من تومبالاجي محمد وساوير نجمي، بينما يُعتبر ضياء اللازي أفضل صديق له، وهما يشتركان في تجارة المخدرات، التي تُعتبر المصدر الرئيسي لدخل المجلس. كان خسرو آغا في صراع مستمر مع بارون المجلس، محمد قراهانلي، الذي أراد التحول من تجارة الهيروين إلى تجارة النشوة، مما أدى إلى توتر العلاقات بينهم. بعد وفاة أبوزر كوموركو، تعرض ابنه إردال لاغتصاب على يد نازلي ابنة خسرو آغا، مما أدى إلى تصاعد الأحداث في المجلس. كما توفيت ابنته نازلي نتيجة تعاطي المخدرات، مما زاد من حدة الصراع. خلال حواره مع لاز ضياء، أعرب خسرو آغا عن رغبته في الانضمام إلى المجلس الروسي، رغم تحذيرات لاز. ولكن هذه الرغبة أدت إلى نهايته، حيث قُتل على يد كيليش، اليد اليمنى لمحمد قراهانلي، الذي طعنه في ظهره بالسيف أثناء اجتماع.

#### نجمي المنشار
نجمي المنشار هو أحد الشخصيات البارزة في مجلس الذئاب، وهو مقرب من البارون محمد قراهانلي، ويعتبر الذراع اليسرى له. يمتلك سمعة قوية داخل المجلس، حيث يُعرف بأنه قائد جناح الإعدام. حصل على لقب "المنشار" بسبب حادثة مروعة في طفولته عندما شهد مقتل والديه بطريقة وحشية. نجمي يتعامل غالبًا مع وحدات فرعية في المجلس مثل شيفكي كوكدينيز وجراح باشالي هاليت، ويُعرف بأنه ذو نفوذ كبير. لديه علاقة معقدة مع بولات علمدار، حيث حاول تدميره ومنع صعوده في التسلسل الهرمي، لكنه فشل في ذلك. علاقته العاطفية مع ميرال، ابنة لاز زيا، تُعزز من تعقيدات علاقاته في المجلس. بعد فشل محمد قراهانلي في التحقيق في قضية المخدرات، بدأ نجمي في مواجهة عمليات تفتيش مستمرة. في النهاية، أُلقي القبض عليه بواسطة بولات علمدار وتم تسليمه إلى أصلان أكبي، رئيس KGT. ولكن قبل أن يتم استجوابه، وقع انفجار في المكان، مما أدى إلى مقتل نجمي. بعد وفاته، أصبح مجلس الذئاب أكثر ضعفًا وفقد الكثير من قوته.

#### صموئيل فعنونو (إسماعيل فانونو)
إسماعيل فانونو هو الشخصية التي تمثل العلاقات الخارجية في مجلس الذئاب. وُلد في عام 1957 وتوفي في عام 2005، وهو من أصل يهودي. كان فانونو مسؤولًا عن توجيه السياسة الخارجية للمجلس ويستشير البارون محمد قراهانلي في جميع الأمور المتعلقة بالشراكات. أهم مصدر استخباراتي له كان ميثات، وكان لديه تعاون مع Kirve. كما كانت له اتصالات مع الموساد ووكالة المخابرات المركزية. حاول إسماعيل فانونو أن يصبح البارون الجديد بعد وفاة قراهانلي، لكنه لم ينجح في ذلك. خلال الأحداث التي شهدت ضغطًا من العميل الروسي تيلكي أندريه على بولات علمدار لقتل إسماعيل مقابل مساعدته، أدرك إسماعيل هوية بولات الحقيقية وأبلغ نظام الدين غوفينش بذلك. مما أدى إلى تنفيذ عملية اغتيال له عن طريق تفجير قنبلة كانت تحت سيارته أثناء قيادته، والتي نفذها فرسان الهيكل بشكل غامض. قُتل إسماعيل فانونو نتيجة لذلك.

#### نظام الدين غوفينتش (نظام الدين غوفانتش)
نظام الدين غوفينتش هو محامي محمد قراهانلي في "مجلس الذئاب"، يتمتع بنفوذ واسع في الحكومة. اتخذ موقفًا هادئًا بعيدًا عن صراعات المجلس، لكن مع تصاعد التوترات، تلقى تعليمات من الأعضاء السبعة ذوي الأحزمة البيضاء لتدمير بولات علمدار. شارك في تصفية شخصيات مهمة مثل إسماعيل فانونو، لكنه فشل في القضاء على بولات. في النهاية، تم القبض عليه واستجوابه من قبل بولات، الذي شنقه حتى الموت، وعُلقت جثته في ميدان السلطان أحمد مع ورقة مكتوب عليها "خائن". نظام الدين يمثل الجانب الغادر في الأحداث، ويرتبط بمنظمة سرية وعلاقات ماسونية.

#### محمد اليانصيب (منجد اليانصيب)
منجد اليانصيب، المعروف أيضًا باسم "تومبالاتشي"، هو شخصية بارزة في مسلسل "وادي الذئاب"، اشتهر بإدارة الكازينوهات والمقامرة غير القانونية. دخل عالم الجريمة في سن مبكرة وصعد في التسلسل الهرمي للعصابات. تورط في صراعات مع شخصيات قوية مثل سليمان شاكر وخسرو آغا ولاز ضياء. أبرز خلافاته كانت مع شاكر، حيث أدت حادثة في كازينو إلى مقتل شقيقة شاكر، مما أدى إلى طرده من "مجلس الذئاب". لاحقًا، تم التخلص منه بعد خيانته للمجلس وتعاونه مع الروس، حيث قُتل على يد بولات علمدار وفريقه.

#### نديم أبو الخيطان
نديم مالك، المعروف باسم "إبلكجي نديم"، هو شخصية يهودية بارزة في مسلسل "وادي الذئاب". وظيفته الظاهرية هي بيع المنسوجات، وخاصة الخيوط، لكنه في الواقع يعمل كمرابٍ، ويدير أموال جميع أعضاء مجلس الذئاب، ويعتبر خزائن المجلس. نديم معروف بروح الدعابة واستخدامه لنكات خفيفة في مواقف غير متوقعة. مشروبه المفضل هو الزيزفون، ويظهر في بعض المشاهد باسم "نيسو" عند تفاعله مع الشخصيات اليهودية. يُذكر عنه شغفه الكبير بالمال، حيث قال محمد قراهانلي إن "كل ما لا يدخل جيبه ينتهي في قلبه". قتل نديم نتيجة هجوم مسلح نفذه نظام الدين غوفينش.

#### تونجاي قنطرجي (تركي قنطرجي)
تركي قنطرجي، المعروف بلقب "البطل "، هو شخصية بارزة في مسلسل "وادي الذئاب". تلقى تدريبه على يد محمد قراهانلي، وأصبح بيروقراطيًا رفيع المستوى، حيث شغل مناصب في مجال التجارة الخارجية والجمارك. بدعم من قراهانلي، تمكن من السيطرة على جميع الجمارك في تركيا. وكان أقرب رجاله إليه هو عابدين سفير أوغلو. تركي يتميز بحساسيته الشديدة وحرصه الكبير على الدقة والتماثل، وكان يحمل دائمًا معه "صلاة النمل". بعد عملية ضد المافيا، تم اعتقاله مع عابدين، وأثناء وجوده في السجن، شهد مقتل لاز زيا، مما دفعه إلى التظاهر بالجنون حتى يتم نقله إلى مستشفى للأمراض العقلية. بعد خروجه من المستشفى، تعاون مع بولات علمدار وساعده في حل بعض الجرائم الغامضة. تورط مع إسكندر بويوك الذي اختطفه وعذبه، ولكن بولات أنقذه. وقع تركي في حب الطبيبة أسو ميراي سونكان، لكنها انتحرت خلال مهمة سرية، مما أثر عليه بشدة. مع مرور الوقت، فقد تركي نفوذه وسلطته، إذ تحول من إدارة جميع الجمارك في تركيا إلى مجرد مدير عادي لمستشفى.

#### خليل إبراهيم قبار
الخال (1947-2009) هو شخصية رئيسية في مسلسل "وادي الذئاب"، اشتهر بتورطه في تجارة المخدرات وتهريبها. بعد أن أبلغ شقيقه إسماعيل عن شحنة مخدرات كبيرة، حُكم عليه بالسجن المؤبد. قضى فترة عقوبة تبلغ 7 سنوات و3 أشهر و18 يومًا. وبعد مقتل خسرو آغا على يد محمد قراهانلي، قام بولات علمدار باختطافه من السجن بطائرة هليكوبتر، ليحل محل خسرو آغا في مجلس الذئاب. في نفس الليلة التي هرب فيها، قتل شقيقه الذي قام بالإبلاغ عنه. أصبح فيما بعد عضوًا في المجلس وكان لسنوات متمرسًا في أعمال المخدرات والتهريب، حيث كان يعرف كل الروابط والأساليب المتعلقة بهذا المجال. ولأنه كان يشعر بالامتنان لبولات علمدار، وضع خبرته في خدمته. بتوجيه من بولات، تحول من تجارة المخدرات إلى تجارة زيت الديزل. ظل وفيًا لبولات خلال الصراعات الداخلية في المجلس. عندما أصيب الخال برصاصة أطلقها يالجين بولوت، تلقى العلاج وسُجن فيما بعد. تزوج من إلفان سوريل خلال فترة علاجه. لاحقًا، تم تشخيصه بسرطان الكبد في المرحلة الرابعة وعلم أن أمامه أقل من عام ليعيشه. بعد خروجه من السجن، علم أنه سينجب طفلًا، لكن زوجته إلفان قُتلت على يد فرمان ساريباش بأوامر من كافيت أكارسو. في النهاية، قتل الخال كافيت بقطع رأسه بفأس، قبل أن يتم قتله بنفس الطريقة من قبل شقيق كافيت الأصغر، جواد.

## الشخصيات المساعدة

#### ماما نازك
هي أم مراد علمدار بالتبني، على الرغم من أنها ليست والدته الحقيقية، إلا أنها أحبته كأنه ابنها. في البداية، كانت تعتقد أن ابنها الحقيقي، علي كندان، قد مات. لكنها ظلت تتعقب ابنها مراد لمدة 3 سنوات دون أن تعلم أنه هو ابنها نفسه، حيث أنه غيّر اسمه وهويته إلى "مراد علمدار" بعد أن قام بتغيير شكله وملامحه. خلال فترة تلك الأحداث، أصبحت حساسة جدًا بسبب ما مرت به. زوجها هو عمر كندان، الذي يعرف أيضًا باسم "عمر بابا"، وكان قد أصيب بإعاقة بعد أن أطلق إرسوي أولوبي، أحد أعداء مراد علمدار، النار على خصره، لكنه تعافى فيما بعد. ولكن في الحلقة 244، تم قتلها على يد مارتن.

#### عمر جاندان
المعروف بلقب "عمر بابا"، هو شخصية هادئة ورحيمة وحكيمة، مما جعله يحظى باحترام ومعرفة الكثيرين. يتبنى مبدأ التسامح وقبول السلبيات التي يواجهها في الحياة، ويحث الناس على الخير والجمال والحقيقة. لديه شغف بالعزف على الفلوت ويحب القيام بأعمال الرخام. يُعتبر مرشدًا لبولات علمدار، حيث يستشيره في اتخاذ قرارات حاسمة نظرًا لكونه ثروة قلوبه ورجاله. تنبع خصائص عمر بابا من اهتمامه بالصوفية. أثناء رحلة الحج، تم اختطافه من الفندق الذي كان يقيم فيه على يد قائد ŞEDID، ساغير هوكا، الذي أجبره على إجراء مكالمة باللغة العربية لجمع المسلمين في صفوف المنظمة. تم إنقاذه لاحقًا بواسطة مراد علمدار. توفي عمر بابا بمرضه وهو ساجد، وبعد وفاته، اكتشف أنه كان السكرتير السري لأوكاكلار.

#### حكمت
حكمت ألتن، المعروف بلقب "ديلي حكمت"، هو صديق الطفولة لعلي جاندان. استحق هذا اللقب بسبب صدقه وصراحته ومعارضته المفاجئة للأمور التي لا تتوافق مع المنطق. على الرغم من عمله كإصلاح تلفزيوني، فإن اهتمامه الرئيسي ينصب على السياسة والشؤون العامة. يحرص حكمت على متابعة الأجندة الوطنية والدولية عن كثب، ويتميز بتشكيكه في كل ما يحدث، حيث يعتقد أن الأحداث تمثل جزءًا من خطة أكبر. لا يتحمل لامبالاة الناس ولا مبالاتهم، مما يجعله يتعرض أحيانًا للسخرية بسبب آرائه حول الدولة العميقة والقضايا السياسية، ويُنطق اسمه أحيانًا "ديرين حكمت". أثناء الهجوم الذي أحرق فيه إسكندر الكبير منزله، تعرضت زوجته غونول لحروق خطيرة وتوفيت في المستشفى. عندما أصبح زازا عدوًا لبولات، قام رجال زازا برسم حرف "Z" على جبهته، وهو الرمز المستخدم من قبلهم. في الحلقة 166، أصيب حكمت برصاص تنظيم مما أدى إلى إصابته بجروح خطيرة. أثناء إجراء عملية جراحية في المستشفى، تفاجأ بمراد علمدار الذي أزال حرف "Z" من جبهته، لكن حالته الصحية تدهورت بعد ذلك وتوفي. يظهر اسمه الكامل "حكمت ألتن" على شاهد قبره.

#### إياد ايلول
إياد إيلول هو شقيق رهف إيلول، عشيقة مراد علمدار. يعيش حياة هادئة ويتعرض للخداع من إردال، الذي يجعله ينخرط في أعمال استيراد تؤدي إلى فضيحة فساد. بعد أن يُحبس في مستودع، يُنقذ إياد من قبل تونجاي كانتارجي. يدخل السجن لحماية نفسه، حيث يتعلم الكثير عن الحياة من سليمان شاكر وآخرين. بعد وفاة إردال، يُطلق سراح إياد وينضم إلى فريق مراد علمدار، رغم معارضة رهف. يتولى مهمة حماية أخته ويبدأ في المشاركة في العمليات مع مراد. في الحلقة 41 من "كورتلار فاديسي"، يُظهر إياد محاولته الهروب من هجوم المولوتوف الذي أعده إسكندر الكبير، لكنه يُقتل لاحقًا على يد رجال الكبير في الحلقة 42.

#### اسيا ايلول
هي والدة رهف إيلول وإياد إيلول. ظهرت آخر مرة في جنازة ابنتها رهف

#### العم مروان
(1940-2003) العم مروان، أحد المتنمرين السابقين، يأخذ مراد علمدار معه باعتباره ابن أخيه بناءً على طلب أصلان اقبي. يقوم أصلان اقبي بقتل العم مروان بموافقته، معلقًا: "ليس سراً أن يعرفه شخصان". في البداية، يعتقد مراد ومن حوله أن شيفكو هو من قتل العم مروان، لكنهم يدركون لاحقًا أن القاتل الحقيقي هو أصلان اقبي.

#### عيسات يوروك
إنه أقرب رجل لدوغان أشرف أوغلو. كان دائمًا مخلصًا له. برز بشكل خاص خلال تحقيقه في هوية علي جاندان الأول في KGT. كشف مع دوغان أشرف أوغلو أن علي جاندان كان على قيد الحياة وخضع لعملية جراحية في الوجه. تحطمت مروحية دوغان أشرف أوغلو في الحلقة 86. بحث إيسات عن الجثة في البحر وعثر أولاً على عصا المشي الخاصة بدوغان أشرف أوغلو ثم جثته. أثناء مشاهدة أخبار وفاة دوغان أشرف أوغلو على شاشة التلفزيون، انقطعت الإشارة، ليظهر شخص يرتدي القفازات وهو يرش إيسات على رأسه. عندما عادت إشارة التلفزيون، كان إيسات ميتًا. ورغم أن هوية القاتل غير معروفة، إلا أنه من المفهوم أنه مرتبط بمن قتلا كاراخانيد. في الكمين، كان من الواضح أن هذه القوة تنتمي لفرسان الهيكل.

#### نيفزات ياكيشيربي (عزت)
عزت هو أحد أقرب رجال سليمان شاكر ورفيق مراد علمدار. بعد مقتل شاكر، اختار عزت البقاء مع مراد وأصبح جزءًا من فريقه، حيث شارك في عمليات ضد أعداء مراد. عُرف بخفة دمه وسرعة حديثه. دخل عزت في تجارة السيارات بإذن مراد، لكن لم يحقق نجاحًا. وقع في فخ نصبه عدو مراد، تيلكي أندريه، وتم قتل العديد من أصدقائه. بعد وفاة صموئيل فعنونو، كان عزت من القلائل الذين واجهوا مراد بعد خدعة فرسان المعبد، ولعب دورًا في إنقاذ الخال. أثناء غارة للاستخبارات، تم اختطافه مع مراد وأصدقائه، لكنهم أُنقذوا. في الحلقة 41، قُتل عزت بالرصاص على يد رجال إسكندر.

#### حسن بورموز (محمود)
عُرف بكونه أحد رجال مراد علمدار. في الحلقة 41 من مسلسل "وادي الذئاب الكمين"، قُتل بالرصاص خلال هجوم إسكندر الكبير على منزل حكمت.

#### أردوغان
إنه أحد رجال شاكر، وعندما توفي شاكر، انضم إلى فريق مراد. قُتل على يد ثعلب أندريه بإطلاق النار عليه في رأسه.

#### عدنان
إنه أحد رجال شاكر، وعندما توفي شاكر، انضم إلى فريق مراد. قُتل على يد ثعلب أندريه بإطلاق النار عليه في رأسه.

#### صادق
إنه أحد رجال مراد. قُتل على يد ثعلب أندريه بإطلاق النار عليه في رأسه.
أورهان كارادينيز
إنه الرجل الأكثر ولاءً لضياء الأزّي واليد اليمنى له، وقد كان معه لأكثر من 40 عامًا. قام بتربية نسرين وميرال بعد وفاة آسيا، وكان يراقب ميرال وعلاقتها مع سو نجم. عندما اكتشف ضياء يلماز، الذي يسميه شقيقه، العلاقة، حاول الانتحار، لكن ضياء الأزّي أقنعه بعدم القيام بذلك. بعد ذلك، قام رجال ساوير بملاحقته حتى وجدوا منزل ميرال. وعندما أطلق خالد النار على شاكر وقتله في المنزل، طلب ضياء الأزّي من أورهان الاتصال بيحيى ريس. وعندما جاء يحيى ريس، قال لأورهان: "قم بواجبك الأخير!"، وبهذا قام أورهان بشنق نفسه.
يحيى الريس
لقد جاء إلى إسطنبول بأمر من ضياء الأزّي وأصبح اليد اليمنى الجديدة له. تم سجنه في الحلقة 86 من وادي الذئاب.
عابدين سافر أوغلو
إنه اليد اليمنى لتركي قرنطجي، وغالبًا ما يخاطب قرنطجي عابدين باسم "جابسيز عابدين". تم احتجازه في الحلقة 86 ودخل السجن مع تركي. شوهد آخر مرة في السجن في الحلقة 97، ولم تتم رؤيته مرة أخرى بعد ذلك. هو من أصل لاز.
أيردال كوموروجو (جلال قوشار)
جلال قوشار، المعروف سابقًا باسم إردال كوسار، هو رجل أعمال يعمل في شركة تركي قرنطجي، مختص في الاستيراد والتصدير في قطاع الرعاية الصحية. بدأ كعميل لعشيقته كانان جافان، ولكنه تحول إلى شريكها في أعمال مشبوهة. بعد أن حاولت كانان الابتعاد عنه، قام جلال بخداع شقيق أفضل أصدقائها، إياد إيلول، وأوقعه في فضيحة فساد. اختطف إياد وحبسه، ثم تعرض جلال لتحقيقات، لكنه هرب للانتقام بعد أن خدعه مراد. وطلبت كانان المساعدة من تركي قرنطجي، لكن جلال هاجمها، وعندما واجهته في النهاية، قتلت كانان جلال أثناء دفاعها عن نفسها.
أبو ذر كوموروجو (أبو ذر قوشار)
هو والد جلال قوشار ومنتج مخدرات ل خسرو آغا، وهو منتج المخدرات المعروف. كان له دور كبير في تشكيل شخصية ابنه جلال وجعله رجلًا سيئًا. كان يضرب زوجته حتى الموت، مما أثر بشكل عميق على جلال. أدخله في عالم المخدرات منذ صغره، وعندما علم بأن ابنه يحب ابنة خسرو آغا، نازلي، قام بالإساءة لجلال وضربه أمامها. ولكن في النهاية، تغلب جلال على خوفه منه، وفي لحظة غضب، قام بقتل ابوه بحقنة قاتلة في الحلقة 40. كما ظهر ابوه في هلوسة جلال في الحلقة 54.
شيفكو (شوقي)
شوقي كوكدينيز هو مقاول وسفير إسطنبول لمجلس الذئاب، يعمل في تشغيل كازينوهات غير قانونية. يتنافس مع شاكر للحصول على تصريح لافتتاح كازينو جديد. يسعى شوقي أيضًا لإنشاء موقع فاخر في كانليكا، لكنه يفشل في شراء منزل عمر بابا ويواجه تحذيرات دوران إيمي. بعد مقتل دوران، يخطط شوقي للكشف عن كل ما يعرفه للصحافة، مما يجعله هدفًا لأعدائه. في النهاية، يُقتل على يد أصلان أكبي بعد أن طرده من نافذة المستشفى.
نازلي بكر أوغلو
نازلي هي الابنة الحية الوحيدة لخسرو آغا. بعد أن تُركت وحيدة في المزرعة، أصبحت صديقة لجلال قوشار وبدأت تتعاطى المخدرات معه. في إحدى الليالي، اغتصبها جلال بعد أن ضعفت إرادتها وهرب. لاحقًا، اكتشفت أنها حامل، ولكن والدها أمر شهموز بتخديرها وقتلها.
شهموز
شهموز هو اليد اليمنى لخسرو آغا. بناءً على أوامر آغا، قام بقتل نازلي ابنة آغا عن طريق تخديرها. بعد أن طلب من بالا الابتعاد، أزال بالا نظارته، قائلاً: "لا يرى إلا الموتى." ثم قام شهموز بإطلاق النار على بالا ثلاث مرات باستخدام مسدسه.
المشمل (السكين)
السكين، المعروف بـ"رجل النظارات" لعدم خلعه لنظاراته، هو ضابط مخابرات تركي خدم في مناطق متوترة. يُعتبر جزءًا من هيكل مستقل، مع فريق يتضمن بدير وفاروق. يشتهر بقتل أعدائه بعد أن يطلب منهم خلع نظاراتهم. بعد استجوابه، أُطلق سراحه، لكنه لاحق غولو إرهان وأطلق النار على العم سيفو. قُتل لاحقًا ودفن في الخرسانة. تكهنات تشير إلى أن شخصيته مستوحاة من شخصيات حقيقية، مما يعكس إلهام مؤلفي المسلسل من أكثر من شخصية.
بدر
إنه رجل السكين، الذي كان معه لفترة طويلة. جاء إلى إسطنبول مع السكين واستقر بجوار خسرو آغا. بناءً على أوامر السكين، قام شخصيًا بقتل أصلان أكبي بإطلاق النار عليه ثلاث مرات. خلال وجوده في الكازينو، قال للمغني: "لا أتذكر." لاحقًا، اصطدم بمنزل مالك السفينة جمال مع فاروق. بعد فشل محاولة اختطاف هالو، أخبر ميثات بدير أنه يمكنه تبرئته إذا قتل السكين وفاروق، لكن بدير لم يجد فرصة لذلك. في النهاية، تمرد بدير على السكين واتهمه بعدم رؤية ما حدث. ردًا على ذلك، أطلق السكين النار على بدير وقتله.
فاروق
إنه رجل السكين المعروف بلقب "الملك". كان معه لفترة طويلة، وجاء إلى إسطنبول مع السكين وبدر واستقر بجوار خسرو آغا. في الكازينو، قال للمغني: "لن أسامح." وعندما داهم بولات علمدار ورجاله منزل السكين، أصيب برصاصة في رقبته وقتل على يد عبد الحي كوبان.
كيرفه (كفاح)
إنه يسعى لحل مجلس الذئاب، وقد تم القبض عليه من قبل ضياء اللازي وتسليمه إلى الخال. يقوم الخال بإلقاء كيرفي في غرفة ديلي مسعود، الذي كان قد استخدمه سابقًا لقتل عائلته مما أدى إلى جنونه. في النهاية، يقوم مسعود المجنون بقتل كيرفي باستخدام نظارته.
الثعلب أندريه
أندريه الثعلب هو زعيم مافيا روسي وعميل سابق للكي جي بي، يتمتع بتدريب عسكري عالٍ وشخصية صارمة. يُعتبر عدوًا لبولات علمدار، حيث كلف نينا بتنفيذ عمليات في تركيا، لكنه أعدمها عندما فشلت. هدفه من القدوم إلى تركيا هو تصفية إبراهيم أهيسكالي وفريقه. أندريه يتاجر بالأسلحة والمخدرات، ونجح في توسيع نفوذه من خلال الشراكة مع بالتازار في تجارة المخدرات. على الرغم من خسائره المالية في بعض العمليات، إلا أنه نهب أموال منظمة الأمن المالي. يسعى الثعلب للانتقام من بولات علمدار وأصدقائه، ويقوم بعمليات انتقامية بينما يحاول استعادة الأسلحة التي فقدها. تتصاعد الأحداث عندما يخطف صفية، شقيقة بولات، وابنته إليف، لتخويف بولات. تدخل رجال بوسات يحاصرون فريق أندريه، مما يؤدي لتبادل إطلاق النار. في النهاية، يكتشف بولات مكان تواجد الثعلب وينتهي الصراع بقتله على يد بولات بعد أن أطلق عليه النار. يُظهر أندريه شخصية انتقامية وقاسية، مما يجعله خصمًا خطيرًا في الصراع المستمر بين المافيا ووكالات الاستخبارات.
نينا (دينا)
يلتقي عمران  بدينا في مركز رياضي، حيث تعمل دينا كمدربة. ومع ذلك، هدفها الحقيقي مختلف تمامًا، إذ تعمل تحت قيادة أندريه الثعلب، وتهدف إلى قتل بولات علمدار. بعد أن اغتالت دينا القادة الشيشان الذين جاءوا إلى إسطنبول بناءً على تعليمات أندريه، كانت على وشك قتل بولات عندما انتبه إليها إرهان. تم القبض عليها لفترة، لكنها نجحت في الهرب والتقائها بأندريه الثعلب. عندما تكرر أندريه فشل دينا، قرر الانتقام منها. حاول قتل ثعلب باستخدام رصاصة أخذها من رجال بولات، لكن الرصاص كان تدريبيًا ولم يؤذِ ثعلب. في النهاية، أطلق أندريه الثعلب النار على دينا وقتلها، مما يعكس قسوة شخصيته وولاءه لخططه الانتقامية.

## المجلس الروسي
ألكسندر إيفانوف
إبراهيم أهيسكاله
سليم الروسي
العقرب بكير (العقرب بشير)
صدري جانباز أوغلو (شكري جانباز أوغلو)
تورغوت الأزرق (منذر الأزرق الحفار)

## طاولة سفارة إسطنبول
خالد جراح باشا
متين جراح باشا
بيدو الكردي (بدوي الكرد)
فاتح فرويد
فارس صاريايلا
الطويل القصير
دمير غوركملي (سمير)

## شخصيات أخرى
صباحات ملكزاده (صباح ملكزاده)
البروفيسور مارتن
شاهين آغا
أندر ديمرياي (عماد ديميراي)
سليمان
نهاد
ساواش
يافوز
ليفينت ساغلام (زياد خليل)
فرايه (نادية)
غولومسر (جلنار)
رشاد شكر
أليمجان كوندرباييف
عثمان غازييف
أدهم غيراي
سارة فعنونو (سارة فانونو)
بيتي
أيستر هيرش
برهان أردمير
كامل
عاكف بيهان
مدحت قاضي أوغلو
المدعي العام
أمر السجن
ألبير أوزغنتش
وكيل المخابرات
وكيل الكي جي تي
رئيس المخابرات
السيد أُفق
إدوارد
رؤوف دنكطاش
آمون
ليزا
عضو مجلس الشيوخ
فرمان
زعيم الميزان
رشيد باني
كريكور ترزي أوغلو
الأخت الكبرى في عائلة جراح باشا
تشيتين جراح باشا
بيرم جراح باشا
حسين جراح باشا
صاحب معرض السيارات
ميرزفوني
إسماعيل ميرزفوني
محمد يلدريك
سروت يانيك
سرحات (فرحات)
الهبي
سفر
حسين
باريش بولماز (مجد بولماز)
رجل باريش بولماز
أوندر زولفو قوشار (أسعد زولفو قوشار)
بهيج تركجان
المدعي العام
العم نصر الدين
فيفا أفندي
مسعود
غولاي كوموروجو (غولاي قوشار)
أوغور إيشيكجي
أس 2
فورال سيتشكين (أورال)
آسيا يلماز
جاهد
رئيس الشرطة
رفعت
يعقوب

## وصلات خارجية
- الموقع الرسمي